# Calamus lauterbachii
Calamus lauterbachii är en enhjärtbladig växtart som beskrevs av Odoardo Beccari. Calamus lauterbachii ingår i släktet Calamus och familjen Arecaceae. Inga underarter finns listade i Catalogue of Life.